# Takuma Asano
Takuma Asano (jap. 浅野拓磨 Asano Takuma; ur. 10 listopada 1994 w Komono) – japoński piłkarz występujący na pozycji napastnika, reprezentant Japonii. W trakcie swojej kariery grał także w takich zespołach jak Sanfrecce Hiroszima, Arsenal, VfB Stuttgart, Hannover 96 oraz Partizan.